# Torneo de Monterrey 2022
El Abierto GNP Seguros 2022 fue un torneo de tenis femenino jugado en cancha duras al aire libre. Se trató de la 14.ª edición del Abierto de Monterrey, un torneo WTA 250. Se llevó a cabo en el Club Sonoma en Monterrey, México, del 28 de febrero al 6 de marzo.

## Distribución de puntos
| Modalidad           | Campeona | Finalista | Semifinales | Cuartos de final | 2ª ronda | 1ª ronda | Clasificadas | 3ª ronda de clasificación | 2ª ronda de clasificación | 1ª ronda de clasificación |
| Individual femenino | 280      | 180       | 110         | 60               | 30       | 1        | 18           | 14                        | 10                        | 1                         |
| Dobles femenino     | 280      | 180       | 110         | 60               | -        | 1        | -            | -                         | -                         | -                         |

## Cabezas de serie

### Individuales femenino
| Tenista             | Ranking | Preclasificada |
| Elina Svitólina     | 15      | 1              |
| Leylah Fernandez    | 19      | 2              |
| Madison Keys        | 29      | 3              |
| Sara Sorribes       | 32      | 4              |
| María Camila Osorio | 45      | 5              |
| Nuria Párrizas      | 47      | 6              |
| Sloane Stephens     | 57      | 7              |
| Ann Li              | 58      | 8              |

- Ranking del 21 de febrero de 2022.[2]

### Dobles femenino
| Tenista                              | Ranking | Preclasificada |
| Elixane Lechemia Ingrid Neel         | 146     | 1              |
| Anastasia Potapova Kamilla Rakhimova | 161     | 2              |
| Nao Hibino Miyu Kato                 | 172     | 3              |
| Kaitlyn Christian Lidziya Marozava   | 183     | 4              |

## Campeonas

### Individual femenino
Leylah Fernandez venció a  María Camila Osorio por 6-7(5-7), 6-4, 7-6(7-3)

### Dobles femenino
Catherine Harrison /  Sabrina Santamaria vencieron a  Xinyun Han /  Yana Sizikova por 1-6, 7-5, [10-6]